# Sphaeropteris cooperi
Sphaeropteris cooperi là một loài thực vật có mạch trong họ Cyatheaceae. Loài này được (F. Muell.) R.M. Tryon miêu tả khoa học đầu tiên năm 1970. Đây là loài bản địa Australia, ở New South Wales và Queensland. Sphaeropteris cooperi là loài dương xỉ có kích cỡ vừa đến lớn mọc nhanh, cao đến 15 mét (49 ft) với thân cây dày đến 12 inch (30 cm)